# Козаченко, Юрий Михайлович
Ю́рий Миха́йлович Козаченко (18 октября 1933 — 20 января 2000, Днепропетровск) — советский футболист, защитник.

## Спортивная карьера
Всю карьеру провёл в составе клуба «Металлург» / «Днепр» Днепропетровск. В 1953—1962 годах в классе «Б» сыграл 223 матча (неизвестны данные в 1953 году), забил три гола. Полуфиналист Кубка СССР 1954.